# Nigéria a 2024. évi téli ifjúsági olimpiai játékokon
Nigéria a dél-koreai Kangvonban megrendezett 2024. évi téli ifjúsági olimpiai játékok egyik részt vevő nemzete volt. Az ország a játékokon az első alkalommal vett részt, amelyen 1 sportágban (curlingben) 3 fiú és 2 lány sportolóval képviseltette magát, továbbá az első afrikai nemzet, amely curlingben vehet részt ifjúsági téli olimpián.

## Curling
| Nigériai curlingcsapat-játékoskeret | Nigériai curlingcsapat-játékoskeret | Nigériai curlingcsapat-játékoskeret | Nigériai curlingcsapat-játékoskeret | Nigériai curlingcsapat-játékoskeret |
| #                                   | Beosztás                            | Név                                 | Születési idő (Kor)                 |                                     |
| ----------------------------------- | ----------------------------------- | ----------------------------------- | ----------------------------------- | ----------------------------------- |
| 1.                                  | Skip                                | Goodnews Charles                    | 2007. november 29. (16 évesen)      | F                                   |
| 2.                                  | Third                               | Wale-Adeogun Oluwanimifise          | 2008. október 5. (15 évesen)        | L                                   |
| 3.                                  | Second                              | Fatiu Danmola                       | 2007. január 19. (17 évesen)        | F                                   |
| 4.                                  | Lead                                | Oku Nkoyo                           | 2008. november 24. (15 évesen)      | L                                   |
| 5.                                  | –                                   | Roy Daniel                          | 2007. szeptember 13. (16 évesen)    | F                                   |
| Edző(k): Sheila Daniel, Scott Hill  |                                     |                                     |                                     |                                     |

| Versenyző                                                           | Verseny- szám | Csoportkör                | Csoportkör                  | Csoportkör              | Csoportkör             | Csoportkör                    | Csoportkör        | Csoportkör              | Csoportkör | Negyeddöntő       | Elődöntő          | Döntő             | Hely. |
| Versenyző                                                           | Verseny- szám | Ellenfél Eredmény         | Ellenfél Eredmény           | Ellenfél Eredmény       | Ellenfél Eredmény      | Ellenfél Eredmény             | Ellenfél Eredmény | Ellenfél Eredmény       | Hely.      | Ellenfél Eredmény | Ellenfél Eredmény | Ellenfél Eredmény | Hely. |
| ------------------------------------------------------------------- | ------------- | ------------------------- | --------------------------- | ----------------------- | ---------------------- | ----------------------------- | ----------------- | ----------------------- | ---------- | ----------------- | ----------------- | ----------------- | ----- |
| Goodnews Charles Fatiu Danmola Oku Nkoyo Wale-Adeogun Oluwanimifise | Vegyes csapat | Japán (JPN) V 1–20        | Törökország (TUR) V 2–22    | Norvégia (NOR) V 0–21   | Új-Zéland (NZL) V 1–12 | Egyesült Államok (USA) V 0–20 | Kína (CHN) V 2–22 | Svédország (SWE) V 0–16 | 8.         | kiesett           | kiesett           | kiesett           | 16.   |
| Roy Daniel Wale-Adeogun Oluwanimifise                               | Vegyes páros  | Magyarország (HUN) V 3–13 | Nagy-Britannia (GBR) V 0–18 | Csehország (CZE) V 0–19 | Kanada (CAN) V 0–14    | Dél-Korea (KOR) V 1–17        |                   |                         | 6.         | kiesett           | kiesett           | kiesett           | 24.   |

### Csoportkör

#### Vegyes csapat
| A csoport              | Skip                 | Gy | V | Gy–V | P+ | P-  | Gy end | V end | D end | Saját rabolt endek | Lökés (cm) |
| ---------------------- | -------------------- | -- | - | ---- | -- | --- | ------ | ----- | ----- | ------------------ | ---------- |
| Kína (CHN)             | Li Cö-taj (Li Zetai) | 6  | 1 | 1–0  | 65 | 25  | 28     | 17    | 0     | 12                 | 59,04      |
| Egyesült Államok (USA) | Kenna Ponzio         | 6  | 1 | 0–1  | 68 | 26  | 31     | 16    | 1     | 15                 | 51,38      |
| Japán (JPN)            | Kaito Fúdzsii        | 5  | 2 | 1–0  | 64 | 26  | 27     | 17    | 2     | 11                 | 39,53      |
| Svédország (SWE)       | Vilmer Nygren        | 5  | 2 | 0–1  | 55 | 42  | 27     | 19    | 5     | 10                 | 58,05      |
| Norvégia (NOR)         | Alexander Johansen   | 3  | 4 | –    | 49 | 39  | 25     | 19    | 2     | 11                 | 65,33      |
| Törökország (TUR)      | Muhammed Taha Zenit  | 2  | 5 | –    | 41 | 40  | 16     | 26    | 5     | 5                  | 82,17      |
| Új-Zéland (NZL)        | Jed Nevill           | 1  | 6 | –    | 27 | 44  | 18     | 23    | 3     | 6                  | 86,52      |
| Nigéria (NGR)          | Goodnews Charles     | 0  | 7 | –    | 6  | 133 | 4      | 39    | 1     | 0                  | 199,60     |

- január 20., 10:00

| Sheet B            | Sheet B           | 1 | 2 | 3 | 4 | 5 | 6 | 7 | 8 | VE |
| 1. end utolsó köve | Japán (Kaito)     | 5 | 0 | 4 | 5 | 3 | 3 | X | X | 20 |
|                    | Nigéria (Charles) | 0 | 1 | 0 | 0 | 0 | 0 | X | X | 1  |

- január 20., 18:00

| Sheet A            | Sheet A             | 1 | 2 | 3 | 4 | 5 | 6 | 7 | 8 | VE |
|                    | Nigéria (Charles)   | 0 | 0 | 0 | 0 | 0 | 2 | X | X | 2  |
| 1. end utolsó köve | Törökország (Zenit) | 8 | 2 | 3 | 4 | 5 | 0 | X | X | 22 |

- január 21., 14:00

| Sheet C            | Sheet C             | 1 | 2 | 3 | 4 | 5 | 6 | 7 | 8 | VE |
|                    | Nigéria (Charles)   | 0 | 0 | 0 | 0 | 0 | 0 | X | X | 0  |
| 1. end utolsó köve | Norvégia (Johansen) | 2 | 5 | 4 | 6 | 2 | 2 | X | X | 21 |

- január 22., 10:00

| Sheet A            | Sheet A            | 1 | 2 | 3 | 4 | 5 | 6 | 7 | 8 | VE |
| 1. end utolsó köve | Új-Zéland (Nevill) | 4 | 2 | 0 | 0 | 2 | 1 | 3 | X | 12 |
|                    | Nigéria (Charles)  | 0 | 0 | 0 | 1 | 0 | 0 | 0 | X | 1  |

- január 22., 18:00

| Sheet D            | Sheet D                   | 1 | 2 | 3 | 4 | 5 | 6 | 7 | 8 | VE |
|                    | Nigéria (Charles)         | 0 | 0 | 0 | 0 | 0 | 0 | X | X | 0  |
| 1. end utolsó köve | Egyesült Államok (Ponzio) | 4 | 3 | 3 | 1 | 6 | 3 | X | X | 20 |

- január 23., 14:00

| Sheet B            | Sheet B             | 1 | 2 | 3 | 4 | 5 | 6 | 7 | 8 | VE |
|                    | Nigéria (Charles)   | 0 | 0 | 0 | 2 | 0 | 0 | X | X | 2  |
| 1. end utolsó köve | Kína (Li (Li Zetai) | 6 | 3 | 5 | 0 | 6 | 2 | X | X | 22 |

- január 24., 9:00

| Sheet D            | Sheet D             | 1 | 2 | 3 | 4 | 5 | 6 | 7 | 8 | VE |
| 1. end utolsó köve | Svédország (Nygren) | 3 | 2 | 3 | 3 | 1 | 2 | 2 | X | 16 |
|                    | Nigéria (Charles)   | 0 | 0 | 0 | 0 | 0 | 0 | 0 | X | 0  |

#### Vegyes páros
| A csoport      | Gy | V | Gy–V | Lökés (cm) |
| -------------- | -- | - | ---- | ---------- |
| Nagy-Britannia | 4  | 1 | 1–0  | 40,06      |
| Csehország     | 4  | 1 | 0–1  | 42,84      |
| Kanada         | 3  | 2 | –    | 54,69      |
| Magyarország   | 2  | 3 | 1–0  | 89,06      |
| Dél-Korea      | 2  | 3 | 0–1  | 38,09      |
| Nigéria        | 0  | 5 | –    | 168,42     |

- január 26., 18:00

| Sheet D            | Sheet D                          | 1 | 2 | 3 | 4 | 5 | 6 | 7 | 8 | VE |
|                    | Nigéria (Oluwanimifise / Daniel) | 0 | 0 | 2 | 0 | 0 | 0 | 1 | X | 3  |
| 1. end utolsó köve | Magyarország (Nagy / Kárász)     | 4 | 1 | 0 | 5 | 2 | 1 | 0 | X | 13 |

- január 27., 10:00

| Sheet C            | Sheet C                            | 1 | 2 | 3 | 4 | 5 | 6 | 7 | 8 | VE |
| 1. end utolsó köve | Nagy-Britannia (Soutar / Brewster) | 5 | 2 | 1 | 5 | 3 | 2 | X | X | 18 |
|                    | Nigéria (Oluwanimifise / Daniel)   | 0 | 0 | 0 | 0 | 0 | 0 | X | X | 0  |

- január 28., 18:00

| Sheet A            | Sheet A                          | 1 | 2 | 3 | 4 | 5 | 6 | 7 | 8 | VE |
| 1. end utolsó köve | Csehország (Zelingrová / Bláha)  | 1 | 3 | 5 | 2 | 4 | 4 | X | X | 19 |
|                    | Nigéria (Oluwanimifise / Daniel) | 0 | 0 | 0 | 0 | 0 | 0 | X | X | 0  |

- január 29., 14:00

| Sheet A            | Sheet A                          | 1 | 2 | 3 | 4 | 5 | 6 | 7 | 8 | VE |
|                    | Nigéria (Oluwanimifise / Daniel) | 0 | 0 | 0 | 0 | 0 | 0 | 0 | X | 0  |
| 1. end utolsó köve | Kanada (Locke / Perry)           | 6 | 1 | 2 | 1 | 1 | 1 | 2 | X | 14 |

- január 30., 10:00

| Sheet B            | Sheet B                          | 1 | 2 | 3 | 4 | 5 | 6 | 7 | 8 | VE |
| 1. end utolsó köve | Dél-Korea (Lee / Lee)            | 1 | 3 | 3 | 4 | 0 | 6 | X | X | 17 |
|                    | Nigéria (Oluwanimifise / Daniel) | 0 | 0 | 0 | 0 | 1 | 0 | X | X | 1  |